# Kōji Hoshino
Kōji Hoshino (星野 康二?, Hoshino Kōji; Sapporo, 7 maggio 1956) è un produttore cinematografico giapponese noto principalmente per il suo lavoro all'interno dello Studio Ghibli, di cui è presidente e produttore esecutivo dal 2008.
Figura tra i crediti di numerosi film, tra i quali La città incantata (2001) Si alza il vento (2013), La storia della Principessa Splendente (2013), Quando c'era Marnie (2014) e Mary e il fiore della strega (2018).